# Festalemps
Festalemps [fɛstalɛ̃] est une ancienne commune française située dans le département de la Dordogne, en région Nouvelle-Aquitaine.
Au 1er janvier 2017, elle fusionne avec Saint-Antoine-Cumond et Saint-Privat-des-Prés pour former la commune nouvelle de Saint Privat en Périgord.

## Géographie

### Généralités
Dans le quart nord-ouest du département de la Dordogne, la commune déléguée de Festalemps forme la partie orientale de la commune nouvelle de Saint Privat en Périgord. Elle est bordée au sud par la Rizonne, et arrosée par deux de ses affluents, le Pontet qui la borde à l'ouest, et le ruisseau de Font Clarou.

### Équipements et services

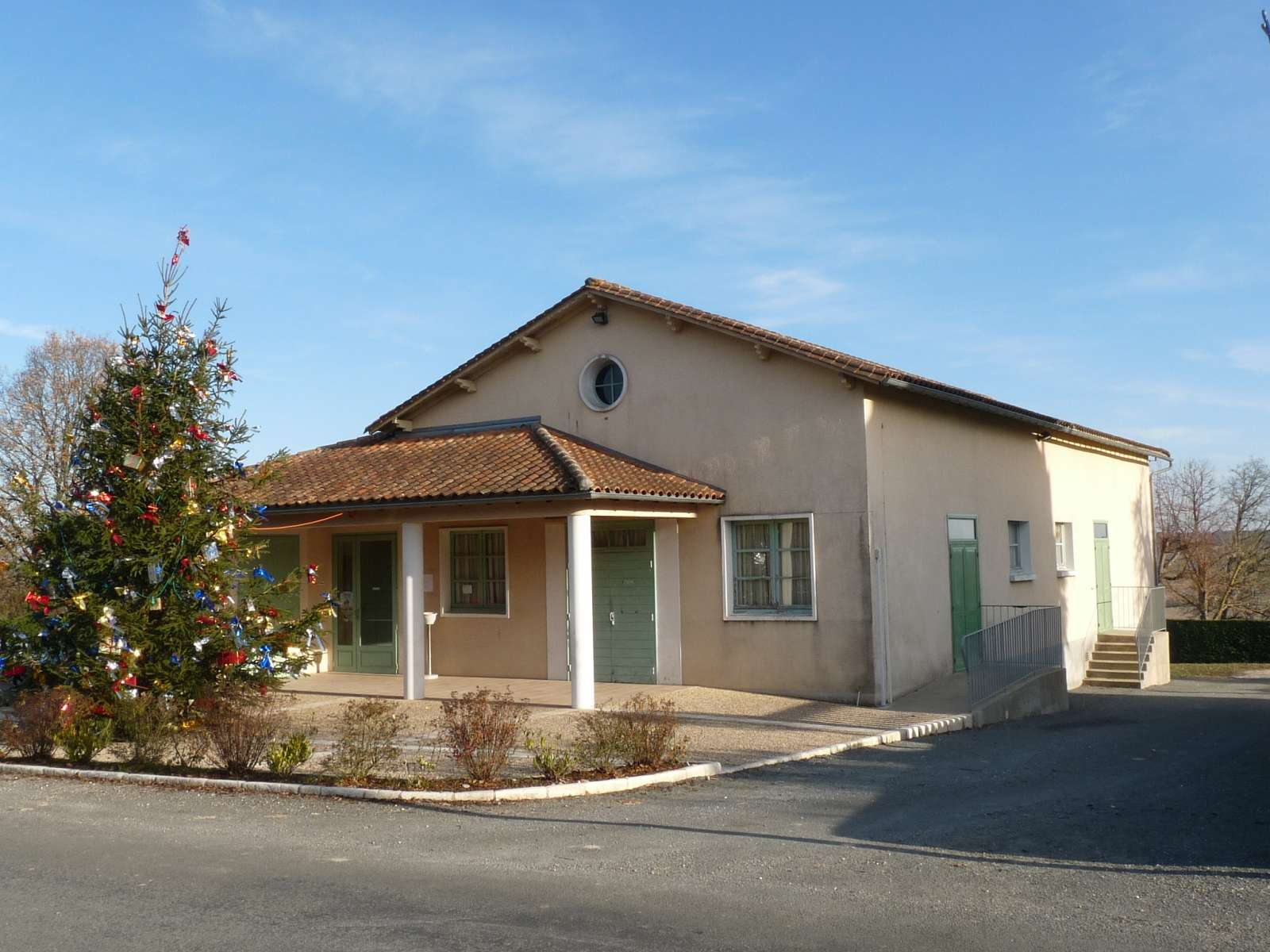
La salle des fêtes

### Communes limitrophes

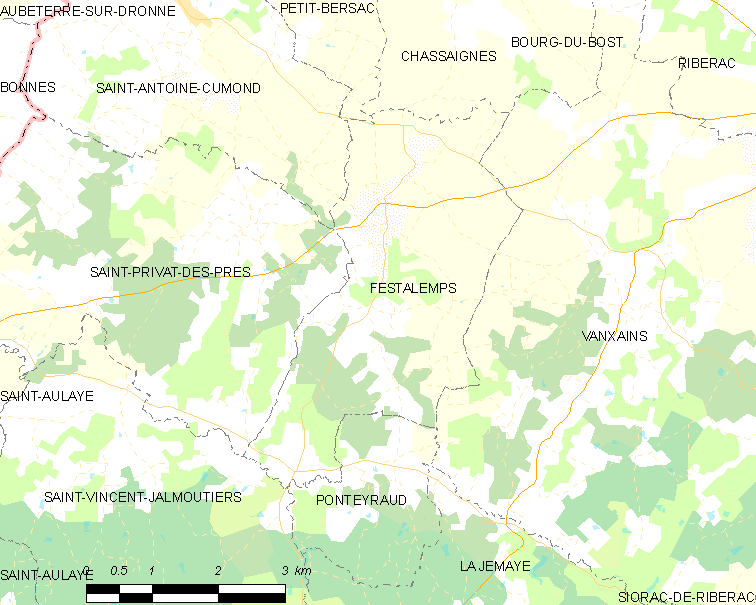
Carte de Festalemps et des communes avoisinantes en 2016.

En 2016, année précédant la création de la commune nouvelle de Saint Privat en Périgord, Festalemps était limitrophe de sept autres communes dont Petit-Bersac au nord-ouest sur 550 mètres.
| Petit-Bersac, Saint-Antoine-Cumond | Chassaignes |          |
| Saint-Privat-des-Prés              | Festalemps  | Vanxains |
| Saint-Vincent-Jalmoutiers          | Ponteyraud  |          |

## Urbanisme

### Villages, hameaux et lieux-dits
Outre le bourg de Festalemps proprement dit, le territoire se compose d'autres villages ou hameaux, ainsi que de lieux-dits :
- l'Audibertie
- la Basse Écurie
- le Béarnais
- Bellefont
- le Bois du Fau
- le Bois de Jalineau
- Château de la Borde
- le Chêne Vert
- le Claud Neuf
- Crépieux
- la Croix des Cigales
- la Croix de l'Écurie
- la Croix de Lala
- la Croix de la Reynie
- les Désertines
- la Divise
- les Dognons
- Ferrabout
- Fonteau
- la Gâcherie
- le Got
- au Grand Coderc
- la Haute Écurie
- chez Jean Brun
- Lapouyade
- Leynie
- le Limans
- le Moulin de l'Audibertie
- le Moulin de la Gâcherie
- au Pey du Four
- le Peyrat
- la Peyssonnie
- Plaisance
- les Plantes
- le Plantier
- le Puy
- la Reynie
- les Sept Fonts
- les Sept Fonts[Note 1]
- la Vergnade
- Villards.

## Toponymie
En occitan, la commune porte le nom de Festalens.

## Histoire
Au 1er janvier 2017, Festalemps fusionne avec Saint-Antoine-Cumond et Saint-Privat-des-Prés pour former la commune nouvelle de Saint Privat en Périgord dont la création a été entérinée par l'arrêté du 26 septembre 2016, entraînant la transformation des trois anciennes communes en « communes déléguées ».

## Politique et administration

### Administration municipale
La population de la commune étant comprise entre 100 et 499 habitants au recensement de 2011, onze conseillers municipaux ont été élus en 2014,. Ceux-ci sont membres d'office du  conseil municipal de la commune nouvelle de Saint Privat en Périgord, jusqu'au renouvellement des conseils municipaux français de 2020.

### Liste des maires
| Période                                  | Période       | Identité           | Étiquette | Qualité                            |
| ---------------------------------------- | ------------- | ------------------ | --------- | ---------------------------------- |
| Les données manquantes sont à compléter. |               |                    |           |                                    |
|                                          |               |                    |           |                                    |
| 1874                                     |               | Peyronnet          |           |                                    |
|                                          |               |                    |           |                                    |
| 1953                                     | 1989          | James Peyronnet    | SE        | Agriculteur                        |
| 1989                                     | 2008          | Max Debet          | SE        | Agriculteur                        |
| mars 2008                                | août 2016     | Dominique Vilmars, | SE        | Assureur                           |
| août 2016                                | décembre 2016 | Stéphane Ferrier   |           | Adjoint faisant fonctions de maire |
| décembre 2016                            | décembre 2016 | Stéphane Ferrier   |           | Agriculteur                        |

## Population et société

### Démographie
En 2016, dernière année en tant que commune indépendante, Festalemps comptait 249 habitants. À partir du XXIe siècle, les recensements des communes de moins de 10 000 habitants ont lieu tous les cinq ans (2007, 2012 pour Festalemps). Depuis 2006, les autres dates correspondent à des estimations légales.
Au 1er janvier 2019, la commune déléguée de Festalemps compte 247 habitants.
| 1793 | 1800 | 1806 | 1821 | 1831  | 1836 | 1841 | 1846 | 1851 |
| ---- | ---- | ---- | ---- | ----- | ---- | ---- | ---- | ---- |
| 870  | 912  | 931  | 907  | 1 068 | 970  | 789  | 882  | 922  |

| 1856 | 1861 | 1866 | 1872 | 1876 | 1881 | 1886 | 1891 | 1896 |
| ---- | ---- | ---- | ---- | ---- | ---- | ---- | ---- | ---- |
| 895  | 840  | 808  | 745  | 741  | 758  | 685  | 672  | 631  |

| 1901 | 1906 | 1911 | 1921 | 1926 | 1931 | 1936 | 1946 | 1954 |
| ---- | ---- | ---- | ---- | ---- | ---- | ---- | ---- | ---- |
| 580  | 556  | 556  | 451  | 429  | 417  | 385  | 402  | 381  |

| 1962 | 1968 | 1975 | 1982 | 1990 | 1999 | 2006 | 2007 | 2012 |
| ---- | ---- | ---- | ---- | ---- | ---- | ---- | ---- | ---- |
| 348  | 297  | 244  | 246  | 237  | 243  | 251  | 252  | 266  |

| 2016 | - | - | - | - | - | - | - | - |
| ---- | - | - | - | - | - | - | - | - |
| 249  | - | - | - | - | - | - | - | - |

## Économie
Les données économiques de Festalemps sont incluses dans celles de la commune nouvelle de Saint Privat en Périgord.

## Culture locale et patrimoine

### Lieux et monuments
- Église paroissiale Saint-Martin, église fortifiée des XIIe, XIVe et XIXe siècles[13], inscrite au titre des monuments historiques en 1947[14]

Église Saint-Martin
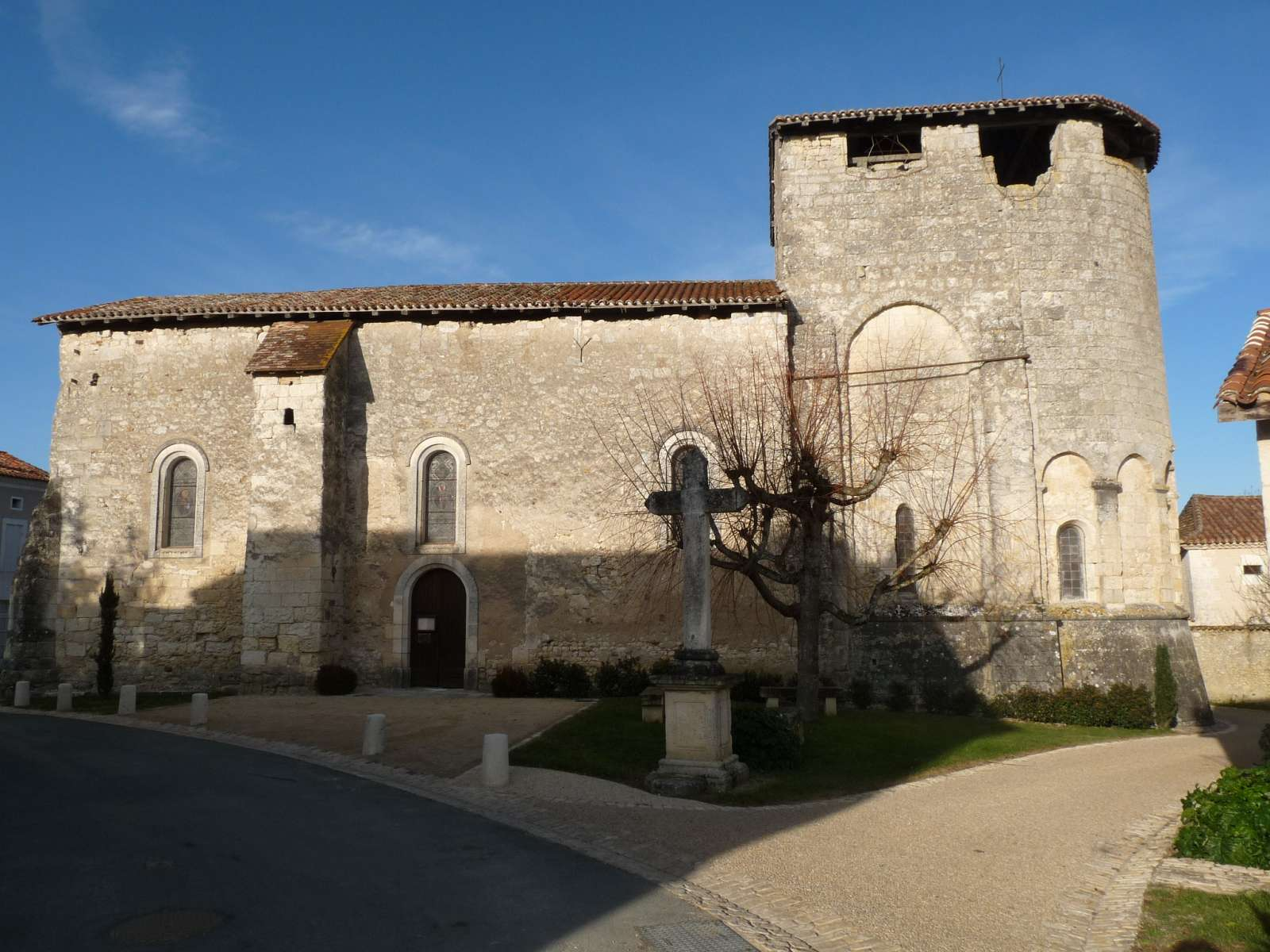
Façade latérale, croix.
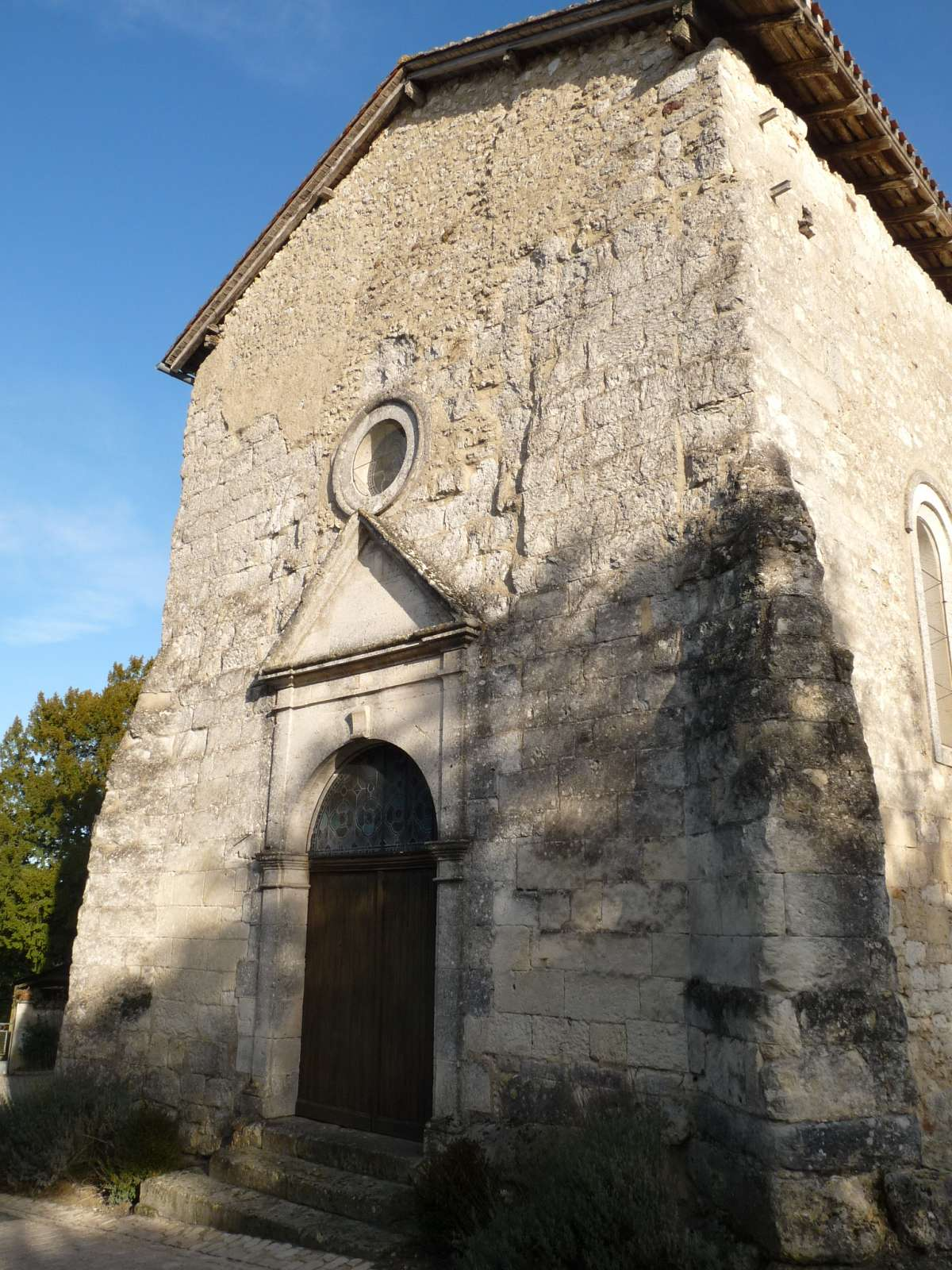
Portail.
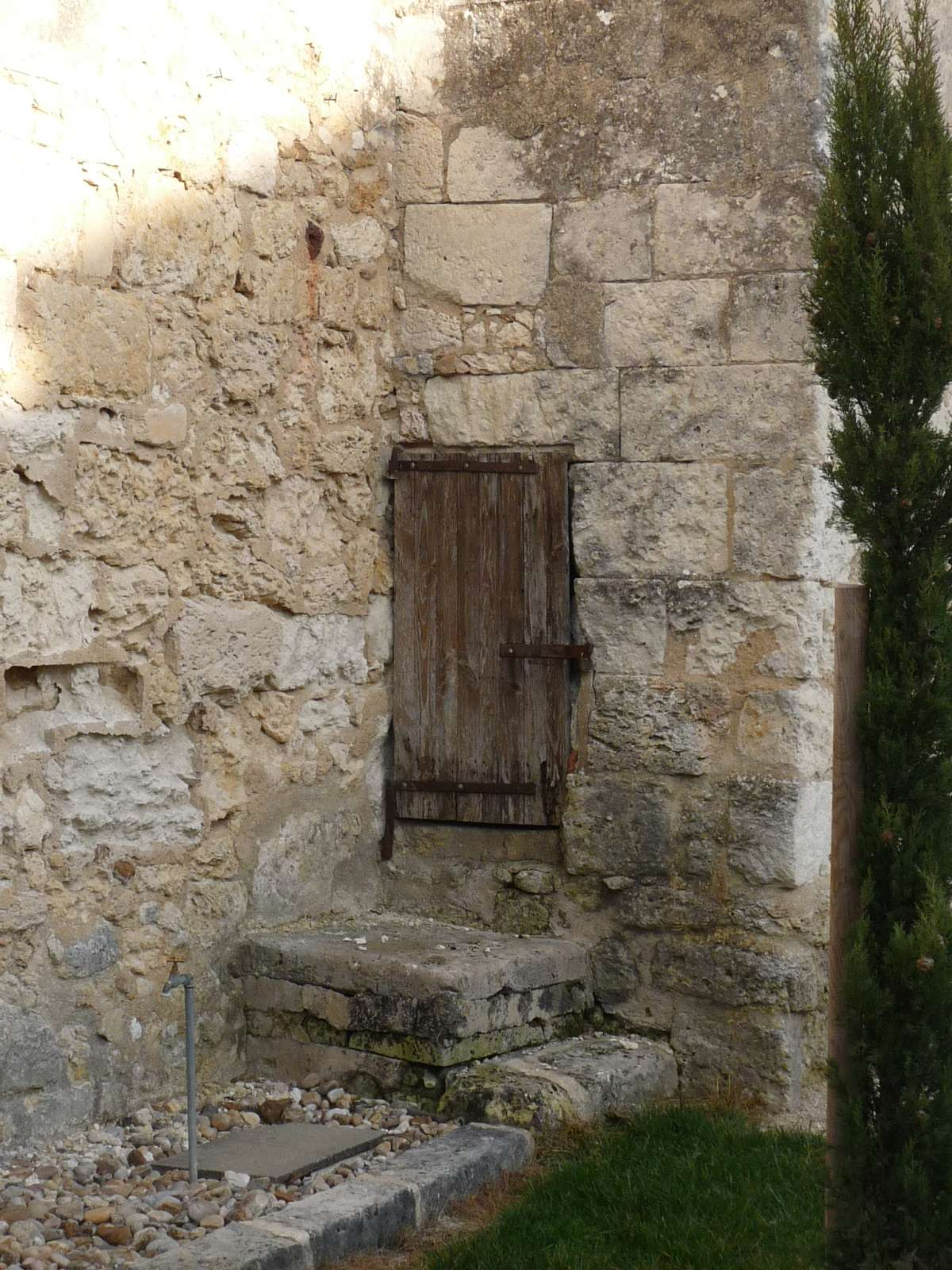
Puits.
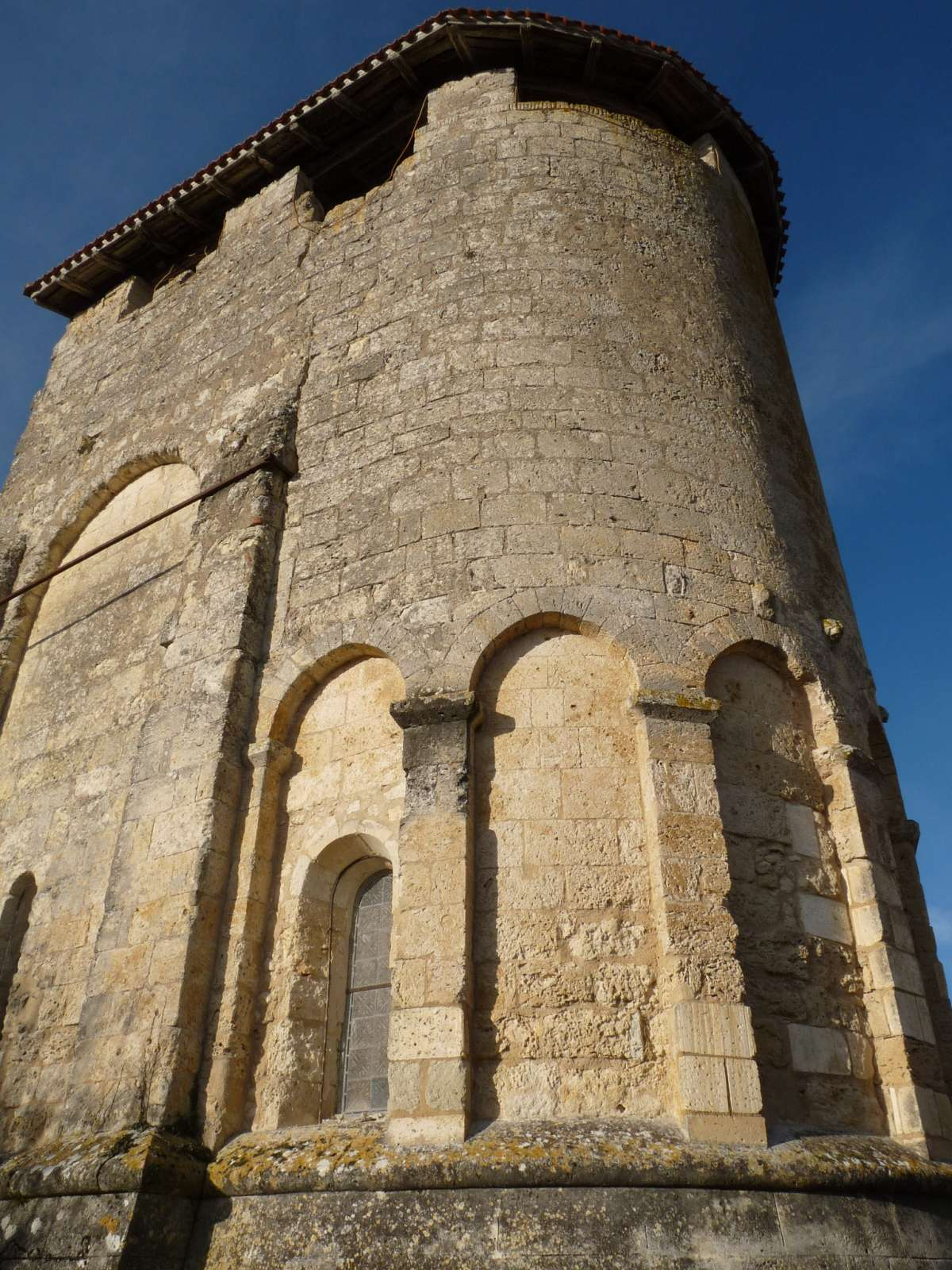
Le clocher.

- Château de la Borde, XVe et XVIIe siècles.

### Personnalités liées à la commune
- L'acteur écossais Ewan McGregor a épousé Ève Mavrakis en 1995 à la mairie de Festalemps[réf. nécessaire].
- Fernand Peyronnet (1922-) a été reconnu en 2001 Juste parmi les nations pour avoir permis le passage en zone libre de plusieurs personnes juives[15]. Âgé de 20 ans, connaissant bien « les champs et les bois du secteur », il a fait franchir pendant plusieurs mois la ligne de démarcation à des familles juives mais également à « des républicains espagnols, des Alsaciens [...] ou des gens de la commune qui voulaient aller embrasser un parent de l'autre côté de la ligne »[16].

### Héraldique
| Blason de Festalemps | Blason  | De gueules à saint Martin à cheval partageant son manteau avec un mendiant, le tout d'argent ; au chef cousu* d'azur chargé de trois croisettes d'argent.                                                  |
| Blason de Festalemps | Détails | * Ces armes emploient le terme « cousu » dans le seul but de contrevenir à la règle de contrariété des couleurs : elles sont fautives : azur sur gueules. Le statut officiel du blason reste à déterminer. |